# Pasulinia gentha
Pasulinia gentha är en stekelart som beskrevs av John S. Noyes och Hayat 1984. Pasulinia gentha ingår i släktet Pasulinia och familjen sköldlussteklar.
Artens utbredningsområde är Papua Nya Guinea. Inga underarter finns listade i Catalogue of Life.